# 工業都市駅
工業都市駅（こうぎょうとしえき）は、かつて神奈川県川崎市に存在した、東京急行電鉄東横線の駅（廃駅）である。1939年（昭和14年）に開業し、1953年（昭和28年）に廃止された。

## 歴史
1930年代、小杉町付近には南武鉄道（現：南武線）のグラウンド前停車場（1944年（昭和19年）に武蔵小杉駅に昇格）と武蔵小杉停車場（1944年に廃止）があったが、東横線の駅はなかった。この時期、工場が相次いで進出していたこともあり、通勤の利便性を図るために東横線に新駅が設置されることになり、府中街道（国道409号）の交点付近に建設され、1939年（昭和14年）12月11日に「工業都市駅」が開業した。
その後、東横線と南武線の交点付近に1945年（昭和20年）6月16日、東横線の武蔵小杉駅が開業。当駅と北に200メートル（営業キロとしては0.3 km）しか離れていなかったため、統廃合の運動が活発になり、1953年（昭和28年）3月31日に武蔵小杉駅に統合される形で「工業都市駅」は廃止された。

### 年表
- 1939年（昭和14年）12月11日：開業[1][3]。
- 1945年（昭和20年）6月16日：東横線武蔵小杉駅が開業[3]。
- 1953年（昭和28年）3月31日：武蔵小杉駅と統合する形で廃止[1][3]。

## 駅構造
相対式ホーム2面2線の高架駅で、駅舎は上り線側に存在した。

## 備考
- 東横線複々線化工事（目黒線乗り入れ工事）まで駅の遺構は下り線に残っていた。駅跡は複々線用地となり、現在は遺構は残っていない。
- 東急バス東横線小杉駅停留所は「工業都市」を名乗っていた。

## 隣の駅
東京急行電鉄
東横線
武蔵小杉駅 - 工業都市駅 - 元住吉駅